# Parka (rivier)
De Parka (Zweeds: Parkajoki) is een rivier binnen de Zweedse gemeente Pajala. De 58 kilometer begint bij Parkalompolo in een moeras en stroomt oostwaarts naar de Torne. Halverwege stroomt de Kitkiöjoki in.